# Relaciones Costa Rica-Hungría
Las relaciones Costa Rica-Hungría se refieren a las relaciones internacionales que existen entre Costa Rica y Hungría.
Costa Rica mantuvo relaciones consulares con Hungría al disolverse el Imperio Austrohúngaro, como uno de los sucesores de la monarquía dual. El primer agente consular de Costa Rica en Hungría fue nombrado el 17 de noviembre de 1908 y su homólogo en Costa Rica se nombró el 2 de julio de 1936.

## Relaciones diplomáticas
- Hungría tiene una embajada en Ciudad de México, concurrente para Costa Rica.[2]